# Panaro (rivière)
Pour les articles homonymes, voir Panaro.
Le Panaro est une rivière de l’Émilie-Romagne (Italie), affluent de rive droite du Pô.

## Géographie
Long de 148 km, le Panaro draine un bassin hydrographique de 2 292 km2 ; il alterne des périodes d'étiage estival et de crues printanières ou automnales. Il prend sa source non loin de la cime la plus haute des Apennins toscano-émiliens, le mont Cimone (2 165 m) sous le nom de Rio delle Tagliole, et coule en direction du nord-est. À Pievepelago (dans la province de Modène), il change de nom et devient la Scoltenna, puis dans le territoire de Pavullo nel Frignano, il prend son nom définitif de Panaro. Dans ce dernier tronçon, il sépare la Communauté de montagne du Frignano de celle des Apennins de Modène Est.
Aux environs de Modène il reçoit le canal de Modène et devient navigable jusqu'à son point de confluence avec le Pô, un peu à l'ouest de Ferrare. Il arrose les localités de Marano sul Panaro, Vignola, Finale Emilia et Bondeno.

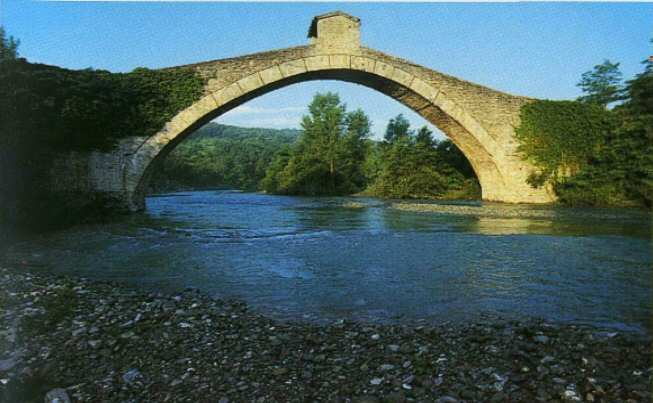
Le pont de Olina.

Le  Pont d'Olina construit en 1522, qui le franchit dans le quartier homonyme de la commune de Pavullo nel Frignano, est d'un grand intérêt historique et artistique.

## Histoire
La bataille de Camposanto se déroula, le 8 février 1743, pendant la guerre de Succession d'Autriche sur la rivière Panaro entre l'armée espagnole, et l'armée austro-piémontaise.